# Тепловодская, Татьяна Михайловна
Татьяна Михайловна Тепловодская (род. 14 июня 1942, г. Алма-Ата, Казахская ССР) — советский и казахский археолог, специалист по технологиям древнего гончарства.

## Биография
Родилась 14 июня 1942 года в городе Алма-Ата, в период Великой Отечественной войны.
В 1960 году поступила в Казахский государственный университет им. С. М. Кирова на исторический факультет, который закончила в 1965 году (по специальности история). 
С 1965 по 1970 год работала преподавателем истории и обществоведения в средней школе им. Ленина города Зыряновск Восточно-Казахстанской области, а затем в средней школе № 74 села Красный Восток Каскеленского района Алма-Атинской области. 
Первый археологический опыт Т. М. Тепловодская получила в 1968—1970 годах, активно участвуя в полевых работах ЦККАЭ и ОАЭ, после чего в апреле 1971 её зачислили на должность лаборанта в Лабораторию археологической технологии сектора археологии Института истории, археологии и этнографии им. Ч. Ч. Валиханова. Здесь в течение ряда лет в полной мере ракрылся её талант как серьёзного исследователя средневековой керамики, специалиста по её технологии.
В дальнейшем (ноябрь 1973 — март 1975) прошла целевую полуторагодичную стажировку в Лаборатории естественнонаучных методов Института археологии АН СССР в г. Москве, овладев методикой исследования керамики оптическими и техническими методами.

## Научные публикации
- Кузнецова Э. Ф., Тепловодская Т. М. Древняя металлургия и гончарство Центрального Казахстана: Монография. — Алматы: Гылым, 1994. — 208 с. — ISBN 5-628-00753-6. Архивировано 13 апреля 2015 года.

- Тепловодская Т.М. Некоторые данные о технологии изготовления керамики в позднесредневековом Отраре // Археологические исследования в Отраре. Алма-Ата, 1977.
- Тепловодская Т.М. Некоторые вопросы технологии керамического производства позднесредневековых городов Южного Казахстана // Археологические памятники Казахстана. Алма-Ата, 1978. (Соавтор Кузнецова Э.Ф.)
- Тепловодская Т.М. Структурный анализ керамических изделий со знаками городища Отрар // Древняя и средневековая археология Казахстана. Алма-Ата, 1980.
- Тепловодская Т.М. Некоторые результаты изучения технологии позднесредневековой керамики Отрара // Средневековая и городская культура Средней Азии и Казахстана. Алма-Ата, 1983.
- Тепловодская Т.М. Результаты микроскопического анализа поселения Атасу // Использование методов естественных и точных наук при изучении истории Западной Сибири. Барнаул, 1983.
- Тепловодская Т.М. Погребальный комплекс переходного периода от бронзы к раннему железу из Восточного Казахстана // Генезис и эволюция культур Сибири и сопредельных территорий. Новосибирск, 1986. (соавтор Ермолаева А.С.)
- Тепловодская Т.М. Структурный анализ керамики памятников эпохи бронзы из Восточного Казахстана // Археологические памятники в зоне затопления Шульбинской ГЭС. Алма-Ата, 1987. (соавтор Ермолаева А.С.)
- Тепловодская Т.М. Структурный анализ керамики поселения эпохи бронзы Мыржик // Взаимодействие кочевых культур и древних цивилизаций. Алма-Ата, 1987.
- Тепловодская Т.М. О древнем гончарстве Отрара // Памятники истории культуры Казахстана. Алма-Ата, 1988.
- Тепловодская Т.М. Гончарное производство Центрального Казахстана в эпоху бронзы // Проблемы палеоэкономики Центрального Казахстана по археологическим данным. Алма-Ата, 1988.
- Тепловодская Т.М. Керамика позднебронзового поселения Аир-тау из Восточного Казахстана // Маргулановские чтения. Москва - Петропавловск, 1992. С. 73-76. (соавтор Ермолаева А.С.)
- Тепловодская Т.М. Структурный анализ керамики из памятников Северо-Восточного Семиречья Валихановские чтения. Кокшетау, 1992. С. 49-51.
- Тепловодская Т.М. Использование технико-технологических характеристик при решении некоторых общих вопросов истории // Проблемы исторической интерпретации археологических и этнографических памятников. Томск, 1992.
- Тепловодская Т.М. Керамический комплекс из федоровских погребений Восточно-Казахстанского Прииртышья // Проблемы реконструкции хозяйства и технологий по данным археологии. Петропавловск, 1993. С. 89-100. (соавтор Ермолаева А.С.)
- Тепловодская Т.М. Поселение древних металлургов VIII-VII вв. до н.э. на Семипалатинском правобережье Иртыша // Вопросы археологии Казахстана. Вып.2. Алматы-Москва, 1998. С.39-46. (соавторы Ермоленко Л.Н., Ермолаева А.С., Кузнецова Э.Ф.)
- Тепловодская Т.М. Токсанбай – памятник протогородской цивилизации Казахстана (предварительное сообщение) // Вестник Академии Гуманитарных наук Республики Казахстан. Алматы, 1998, № 1. С. 86-99. (соавторы Самашев З., Галкин Л.Л., Ермолаева А.С.)
- Тепловодская Т.М. Токсанбай – памятник древней городской цивилизации в казахской степи // Общественные науки в Синьцзяне. Урумчи, 1998. № 2. С. 18-24. (соавторы Самашев З., Ермолаева А.С.)
- Тепловодская Т.М. Поселение Токсанбай на Устюрте // Известия МН и ВО РК НАН РК. Серия общественных наук. № 1. Алматы, 1999. С.49-79. (соавторы Самашев З., Ермолаева А.С.)
- Тепловодская Т.М. Исследования поселения эпохи палеометалла Токсанбай в Арало-Каспийском междуморье // Сборник материалов Международной конференции «Комплексные общества Центральной Евразии в III – I тысячелетии до н.э. (региональные особенности в свете универсальных моделей). Челябинск-Аркаим, 1999. С. 173-178. (соавторы Самашев З., Ермолаева А.С.)
- Тепловодская Т.М. Поливная керамика Отрара. XV-XVII вв. // Поливная керамика Восточной Европы, Причерноморья и Средиземноморья в X – XVIII вв. II Международная научная конференция. Ялта, 19-23 ноября 2007 г. Тезисы конференции. Ялта, 2007. С. 86-93. (соавтор Кузнецова О.В.)